# پیستشنا (ناحیه وستی ناد اورلیتسی)
پیستشنا (به چکی: Písečná) یک منطقهٔ مسکونی در جمهوری چک است که در ناحیه اوستی ناد اورلیتسی واقع شده‌است. پیستشنا ۸٫۸۳ کیلومتر مربع مساحت و ۵۱۶ نفر جمعیت دارد و ۳۸۰ متر بالاتر از سطح دریا واقع شده‌است.